# Els Ingeborg Smits
Els Ingeborg Smits (Amsterdam, 30 juni 1944 – Amsterdam, 5 december 2011) was een Nederlands toneel-, televisie- en filmactrice, regisseur en toneelschrijfster.

## Biografie
Smits studeerde aan de Toneelschool van Amsterdam en was van 1973 tot 1984 verbonden aan Toneelgroep "Baal" van Leonard Frank. Ze debuteerde in de musical "De Kleine Waarheid" van Wim Sonneveld en speelde daarna in stukken als Oidipoes, Sydroom en Driesprong.
Ze speelt de rol van Betty van de Warnincksfeldt in de musical De Kleine Parade.
Voor haar rol in het laatstgenoemde stuk werd zij in 1988 beloond met de Colombina, de jaarlijkse prijs die wordt uitgereikt voor de meest indrukwekkende vrouwelijke, ondersteunende acteursrol in het Nederlands theaterseizoen.
Ondertussen was ze ook te zien in diverse film- en televisieproducties, waaronder Bekende gezichten, gemengde gevoelens (1980) en de jeugdserie Thomas en Senior met onder meer Lex Goudsmit in de hoofdrol. Daarna had ze (gast)rollen in televisieseries als Pleidooi, Jiskefet, Grijpstra & De Gier, Loenatik, De Daltons, de jongensjaren en films als Ik ga naar Tahiti, Van God Los en Timboektoe.
In 2009 was ze te zien in de dramaserie Verborgen Gebreken, waarin ze de rol vertolkte van Liselore Rademaker-van de Meer. Ze werd in het najaar van 2011 gevraagd de rol van koningin Wilhelmina te gaan spelen in de musical Soldaat van Oranje maar ze was vanwege ziekte niet meer in staat de rol aan te nemen. Ze overleed op 5 december 2011 op 67-jarige leeftijd.

## Filmografie
- 1980 - Bekende gezichten, gemengde gevoelens - Doris
- 1985 - Thomas en Senior - Moeder Thomas
- 1988 - Thomas en Senior op het spoor van Brute Berend - Moeder Thomas
- 1992 - Ik ga naar Tahiti - Greet
- 2003 - Van God Los - Moeder Anna
- 2007 - Timboektoe - Oma
- 2007 - De Daltons, de jongensjaren - Rectrix
- 2009 - Verborgen Gebreken - Liselore Rademaker-van de Meer

## Hoorspelen
- 1970 - Drie rozen van papier - Janne